# Маджалі Вахабі
Маджалі Вахабі — (* 12 лютого 1954) — ізраїльський політик друзького походження. Найближчий соратник Аріеля Шарона. Виконував відповідальні дипломатичні місії.
Перший неєврей, який виконував обов'язки Президента Ізраїлю (короткий час в лютому 2007, коли проти чинного Президента Моше Кацава проводилось слідство). Член партії Кадіма, депутат Кнесета.